# Svarttjärnen (Hallens socken, Jämtland)
Svarttjärnen är en sjö i Åre kommun i Jämtland och ingår i Indalsälvens huvudavrinningsområde. Svarttjärnen ligger i Järvdalen Natura 2000-område.